# Tallassee Mills
Los Tallassee Mills fueron molinos de algodón ubicados en Tallassee, Alabama, Estados Unidos.

## Historia
Fueron establecidos por la Tallassee Falls Manufacturing Company en 1841 cerca de las cataratas del río Tallapoosa. En el momento de su cierre en 2005, Tallassee Mills era la fábrica textil en funcionamiento continuo más antigua de Estados Unidos. Los molinos fueron incluidos en el Registro Nacional de Lugares Históricos el 26 de abril de 2010.